# Sandefjord
Sandefjord é uma comuna da Noruega, com 121 km² de área e 46 112 habitantes (censo de 2016), localizada no condado ou estado (em norueguês, fyr) de Vestfold.
A cidade foi oficialmente fundada em 1 de janeiro de 1838, mas suas origens remontam desde a Era Viquingue, já que em 1880 foi localizado em suas proximidades uma das mais importantes relíquias viquingues do país: o barco viquingue de Gokstad, que faz parte do acervo do Museu dos Navios Viquingues na península de Bygdøy, na capital Oslo.

## Transporte
A Sandefjord stasjon  é a estação ferroviária da rede NSB na cidade, que a conecta com a capital Oslo e com o aeroporto de Torp através da linha R11 (Oslo S- Larvik).
A cidade possui também o aeroporto de Aeroporto Internacional de Sandefjord, Torp  (IATA TRF, ICAO: ENTO), a cerca de 10 km à nordeste do centro da cidade, que opera sobretudo voos locais dentro de Vestfold e outras companhias low-cost.
Sandefjord é atravessada ainda pela European route E18, auto-estrada transnacional de quase 2 000 km de extensão que conecta a Rússia à Irlanda do Norte.

## Educação
Pelo senso de 2016, a cidade registrava apenas 0,6% de pessoas maiores de 16 anos sem qualquer registro de educação. 22% da população apresentava nível universitário em curso ou concluído, 38% no ensino médio e cerca de 25% no ensino fundamental.
As  Skagerak Primary & Middle School e a Skagerak International School oferecem ensino fundamental e médio.
A Sandefjord videregående skole oferece cursos de bacharelado e formação na área de esportes de elite e a BI (Norwegian Business School) também tem uma unidade na cidade com cursos na área industrial.
No ensino superior, a cidade abriga um dos nove campi do sul-sudeste norueguês da Folkeuniversitet, a maior e mais antiga instituição de ensino da Noruega.

## Economia
Em 2016 a cidade apresentava com um lucro operacional (norueguês: driftsresultat) de 7,5%, bem acima do mínimo recomendado pelo Comitê Financeiro do Ministério do Governo Local e Desenvolvimento Regional (Norwegian:Kommunal- og moderniseringsdepartementet -KMD)  de 1,5 %, que garantiria a liberdade de gestão e ação do município em suas políticas locais.